# Elizabeth Nihell
Elizabeth Nihell, née en 1723 et morte en mai 1776, est une sage-femme anglaise, auteure d'ouvrages d'obstétrique et polémiste. Elle est surtout connue pour ses publications et prises de position contre l'apparition des hommes dans la profession de sages-femmes, du fait de la médicalisation de l'accouchement qui en a découlé.

## Biographie
Elizabeth Nihell est née à Londres en 1723 de parents français et catholiques,. Il existe peu d'informations sur le début de sa vie jusqu'au moment où elle a déménagé à Paris et épousé un homme appelé Edmund ou Edward Nihell, un chirurgien-apothicaire irlandais catholique,. Il était le quatrième fils d'une célèbre famille de marchands, médecins et prêtres. Ils ont eu au moins un enfant, même s'il existe peu d'informations permettant de savoir si cet enfant a vécu ou non. En 1754, Elizabeth Nihell et son mari retournent en Angleterre et emménagent à Haymarket Street à Londres, où elle commence sa carrière de sage-femme. Vers 1771, son mari l'abandonne, la laissant incapable de subvenir à ses besoins par son seul travail de sage-femme.   Finalement, en 1775, après avoir connu de nombreux déboires, elle se tourne vers la paroisse pour obtenir une aide financière. Elle est alors placée à l'hospice (Workhouse) de St Martins-in-the-Fields. Un an plus tard, en 1776, Elisabeth Nihell meurt et est enterrée par le programme d'aide anglais aux plus pauvres (Poor Laws). La cause de sa mort comme la localisation de sa tombe demeurent inconnues aujourd'hui.

## Carrière

### Formation
Elizabeth Nihell commence sa formation de sage-femme en 1747 à l'Hôtel-Dieu de Paris, pendant deux ans, sous la direction de Marie-Claude Pour. Ce long séjour aurait été facilité par le Duc d'Orléans, qui pourrait d'ailleurs avoir été la raison de la durée de celui-ci. Là-bas, elle a l'occasion d'assister à plus de 2'000 naissances. Une formation aussi poussée est alors très rare pour une femme, qui n'étudiaient généralement pas, surtout dans le domaine médical. L'Hôtel-Dieu est alors un hôpital public à cette époque, où la profession de sage-femme est enseignée par une sage-femme très renommée, Madame du Coudray, soutenue par Louis XV. Cette formation sera décisive pour Elisabeth Nihell, car elle constate, dans cette maternité où les accouchements sont gérés par des femmes, sans requérir l'assistance d'accoucheurs masculins, que les complications sont moins nombreuses que dans les maternités anglaises gérées par des hommes et que, lors de délivrances plus compliquées, les sages-femmes sont capables d'assurer une issue heureuse par la pratique des gestes médicaux et l'utilisation d'instruments généralement réservés aux accoucheurs,.
Après son déménagement à Haymarket en 1754, Elizabeth Nihell commence à faire la promotion de ses services en tant que sage-femme dans le London Evening Post. Elle assiste ainsi à plus de 900 naisssances en tant que sage-femme indépendante.  

### Polémiques autour de la médicalisation de l'accouchement
En 1760, elle publie son premier ouvrage, un Traité de l'Art des Sages-Femmes (en anglais : Treatise on the Art of Midwifery), dans lequel elle critique sévèrement les méthodes d'accouchement utilisée par l'obstétricien anglais William Smellie, en particulier son usage des forceps. L'Angleterre est alors le seul pays qui permet à des sages-femmes averties, comme Elizabeth, de s'exprimer pour défendre leur pratique. Avant le XVIIIe siècle, les hommes étaient si rares dans les salles d'accouchement que la pratique des sages-femmes ne donnait pas lieu à beaucoup de controverses scientifiques. Par la suite, en raison de la création puis de la diffusion des forceps, les accoucheurs sont devenus plus populaires et le statut des sages-femmes a décliné en raison de la préférence de la classe supérieure anglaise pour les accoucheurs  et de la croyance que les femmes étaient incapables de comprendre et d'exécuter les techniques obstétriques. Cependant, l'opinion anglaise reproche aux accoucheurs leur brutalité injustifiée, et l'ouvrage d'Elizabeth Nihell, s'inscrit dans la lignée de plusieurs textes polémiques célèbres sévères envers les accoucheurs anglais instrumentalistes, tels que The Petition of the Unborn Babes (1751), un pamphlet de Frank Nicholls (en) ou Tristram Shandy (1759), un roman de Laurence Sterne. 
On ne compte cependant que cinq femmes reconnues pour leurs écrits en obstétrique en anglais avant 1800 : Jane Sharp (1671), Sarah Stone (en) (1737), Elizabeth Nihell, Margaret Stephen (1795) et  Martha Mears (1797), qui opposent leur pratique de l'accouchement centrée sur la femme aux docteurs hommes inexpérimentés et se rejoignent dans leur confiance dans la puissance du corps féminin et dans la nature, ainsi que dans leur volonté de maintenir une forme de « normalité » dans l'accouchement

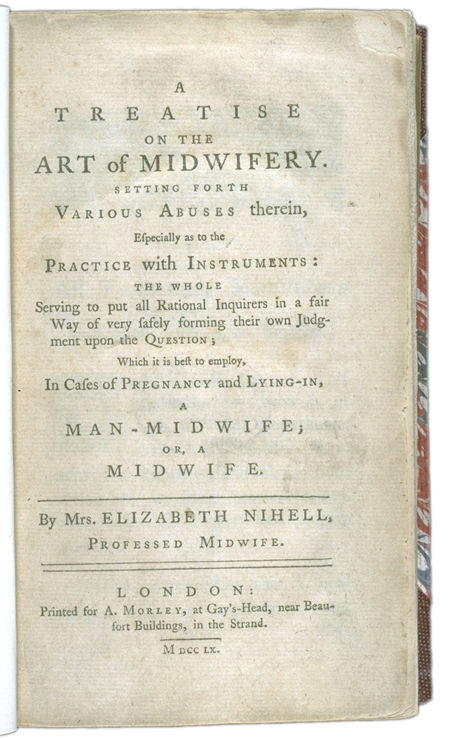
La première publication d'Elizabeth Nihell.

Dans ce contexte, l'ouvrage d'Elizabeth Nihell oppose la pratique empathique, basée sur une approche naturelle, des femmes à l'interventionnisme des hommes, qui auraient besoin de montrer ainsi leur « supériorité » sur les femmes. Elle y explique comment l'introduction des instruments dans la salle d'accouchement par les accoucheurs est généralement inutile et cause des dommages au bébé. Pire, elle constate que ces interventions font apparaître des complications dans des situations qui n'en présentaient pas, que les accoucheurs mettront ensuite sur le compte d'une tête du bébé trop large, d'un passage trop étroit... déclarant ces difficultés insurmontables sans interventions supplémentaires. Elizabeth Nihell explique également à ses lectrices qu'elles ont le droit de prendre toutes les décisions dans la salle d'accouchement et ne sont pas obligées d'obéir aux hommes sages-femmes. La principale préoccupation d'Elizabeth Nihell est de constater que ces nouveaux instruments obstétricaux remplacent les sages-femmes auprès des mères, et ce au prix de nombreuses vies de nourrissons. Elizabeth Nihell est convaincue que pour un accouchement facile, l'assistance d'une sage-femme est tout ce qui est nécessaire et pour les situations extrêmes, celles-ci possèdent la connaissance, l'expérience, la tendresse et la présence d'esprit nécessaires. Elle affirme qu'il est préférable de laisser la nature faire son œuvre sans la perturber et que la sage-femme est avant tout là pour recevoir l'enfant et contribuer au bien-être de sa patiente.  
Dans son ouvrage, elle s'attaque en particulier à certaines interventions, comme la rupture prématurée des membranes, qui perturbe le déroulement naturel de la délivrance.
Elle théorise également l'idée que, rendues vulnérables par les douleurs du travail, les femmes en train d'accoucher sont moins enclines à avoir confiance en elles et en leurs capacités, devenant ainsi plus faciles à convaincre d'accepter une intervention, qui finira par en entrainer d'autres. Puis, lorsque ces interventions auront meurtri, voire tué, la mère ou l'enfant, l'entourage se réjouira cependant de l'intervention de l'accoucheur, persuadé que l'issue aurait été encore plus défavorable sans.
Ne se satisfaisant pas que certaines morts maternelles survenues très peu de temps après la délivrance soient attribuées à des « causes occultes et inévitables », Elisabeth Nihell comprend que l'hémorragie du post-partum est due à des défauts de contraction de l'utérus et recommande dans ces circonstances d'assister manuellement la délivrance du placenta.
Finalement, dans cet ouvrage, elle critique également le fait que les accoucheurs sont mieux payés que les accoucheuses,.
Son traité se veut aussi comme un ouvrage à destination des patientes, qu'elle encourage à retrouver confiance dans la puissance de leur corps et de la nature, et même à destination de tout public, ainsi que l'annonce sa préface:

« the subject of the following sheets is of such universal importance,
 
that it would be difficult to name that human individual,

to whom it does not in some measure relate. »

« [Traduction libre]

Le sujet des feuillets suivants est d'une telle importance universelle

qu'il serait difficile de nommer un individu humain

dont il n'y serait pas question dans une certaine mesure »

Elizabeth doit faire face à de nombreuses critiques à la suite de la publication de ses travaux. Elle se défend avec des publications anonymes, des lettres ouvertes dans la presse et un nouveau traité intitulé Le Danger et l'immodestie de la coutume actuelle trop généralisée d'employer inutilement des hommes sages-femmes (en anglais : The Danger and Immodesty of the Present too General Customs of Unnecessarily Employing Men-Midwives) en 1772. Elle serait allée jusqu'à traiter un de ces détracteurs de « buffoon », propos particulièrement choquants de la part d'une femme à cette époque, où elles n'étaient pas censées s'exprimer si ouvertement.

## Publications
- Traité de l'Art des Sages-Femmes. Y exposant divers abus, notamment en ce qui concerne la pratique des instruments: le tout servant à mettre tous les enquêteurs rationnels en mesure de se forger leur propre jugement de manière équitable  et saine sur la question de savoir s'il vaut mieux employer, durant la grossesse et le travail un homme sage-femme ou une sage-femme (en anglais : Treatise on the Art of Midwifery. Setting forth various abuses therein, especially as to the practice with instruments: the whole serving to put all rational inquirers in a fair way of very safely forming their own judgment upon the question; which it is best to employ, in cases of pregnancy and lying-in, a man-midwife; or, a midwife), 1760[1].

- Le Danger et l'immodestie de la coutume actuelle trop généralisée d'employer inutilement des hommes sages-femmes (en anglais : The Danger and Immodesty of the Present too General Customs of Unnecessarily Employing Men-Midwives), 1772[1].